# Zentrum für zeitgenössische Kunst Burgos
Das Zentrum für zeitgenössische Kunst Burgos (CAB, spanisch: Centro de Arte Contemporáneo de Caja de Burgos) ist ein Zentrum für zeitgenössische Kunst in der spanischen Stadt Burgos. Es befindet sich im oberen Teil des historischen Zentrums der Stadt, neben der Kirche San Esteban.
Das CAB wurde im November 2003 eröffnet und bietet seitdem ein Ausstellungsprogramm, das die zeitgenössische Kund und künstlerischen Tendenzen zeigt. Neben den Ausstellungen mit spanischen und internationalen Künstlern organisiert das Zentrum regelmäßig Aktivitäten und Workshops, um das zeitgenössische künstlerische Schaffen einem breiten Publikum näher zu bringen.

## Architektur
Das CAB, ein von AU Arquitectos entworfenes Gebäude, fügt sich unauffällig in die Struktur des historischen Zentrums ein und bietet gleichzeitig einen Blick über die Stadt, wobei es seine erhöhte Lage am Hang des Castillos nutzt.
Das Gebäude besteht im Wesentlichen aus zwei Teilen. Der erste ist teilweise unterirdisch und erscheint von außen als Sockel aus Mauerwerk. Im Inneren beherbergt es mehrere private Lager- und Ausstellungsräume sowie einen Vorführraum. Der zweite Teil erhebt sich über die Terrasse, die an den ersten Teil angrenzt, in Form von drei Körpern aus Holzlatten, die wie drei Boxen zur Stadt hin ausgerichtet sind. Im Inneren sind die drei Boxen durch Stege miteinander verbunden, die einen Panoramablick auf die Stadt bieten und die Wege durch den Ausstellungsraum strukturieren.